# Ermanno Rea
Ermanno Rea, né le 28 septembre 1927 à Naples (Campanie) et mort le 13 septembre 2016 à Rome (Latium), est un journaliste et un écrivain italien.

## Biographie
Les livres d'Ermanno Rea sont essentiellement des enquêtes sur des cas personnels comme celle sur l'économiste Federico Caffè. Pour La dismissione, Rea est retourné à Naples pour suivre le démantèlement de l'aciérie Ilva de Bagnoli. 
Il a remporté le prix Viareggio avec son roman autobiographique Mystère napolitain (Mistero napolitano) et le prix Campiello avec Fuochi fiammanti a un'hora di notte. Napoli ferrovia a été finaliste du prix Strega en 2008.
Ermanno Rea est tête de liste de L'Autre Europe pour les élections européennes de 2014.

## Œuvre
- Mezzogiorno. Realtà sociale e università, avec Franco Catalano, Milano, Bompiani, 1974
- Il Po si racconta. Storie di uomini paesi, città dal Delta al Monviso, Roma, Gambero Rosso, 1990  (ISBN 88-85180-02-7) ; Milano, Il Saggiatore, 1996  (ISBN 88-428-0397-9)
- L'ultima lezione. La solitudine di Federico Caffè scomparso e mai più ritrovato, Torino, Einaudi, 1992  (ISBN 88-06-13142-7) ; 2008,  (ISBN 978-88-06-19330-0)
- Mistero napoletano. Vita e passione di una comunista negli anni della guerra fredda, Torino, Einaudi, 1995  (ISBN 88-06-13393-4) ; Milano, Feltrinelli, 2014  (ISBN 978-88-07-88425-2)
- Fuochi fiammanti a un'hora di notte, Milano, Rizzoli, 1998  (ISBN 88-17-45039-1)
- La dismissione, Milano, Rizzoli, 2002  (ISBN 88-17-86957-0)
- Napoli ferrovia, Milano, Rizzoli, 2007  (ISBN 978-88-17-01832-6)
- Rosso Napoli. Trilogia dei ritorni e degli addii, Milano, BUR, 2009  (ISBN 978-88-17-03247-6). [Contient : Mistero napoletano, La dismissione, Napoli ferrovia]
- La fabbrica dell'obbedienza. Il lato oscuro e complice degli italiani, Milano, Feltrinelli, 2011  (ISBN 978-88-07-17206-9)
- La comunista. Due storie napoletane, Firenze-Milano, Giunti, 2012  (ISBN 978-88-09-77774-3)
- 1960. Io reporter, Milano, Feltrinelli, 2012  (ISBN 978-88-07-49131-3)
- Il sorriso di don Giovanni, Milano, Feltrinelli, 2014  (ISBN 978-88-07-03074-1)
- Il caso Piegari, Milano, Feltrinelli, 2014  (ISBN 978-88-07-03120-5)
- Nostalgia, Milano, Feltrinelli, 2016  (ISBN 978-88-07-89074-1)
- La parola del padre. Falso storico in forma di monologo. Caravaggio e l'inquisitore, avec un storyboard de Lino Fiorito, Lecce, Manni, 2017  (ISBN 978-8862667500)

## Adaptations cinématographiques
- 2022 : Nostalgia par Mario Martone de son roman du même nom (2016)
- 2024 : Caracas par Marco D'Amore du roman Napoli ferrovia (2007)